# Berlens

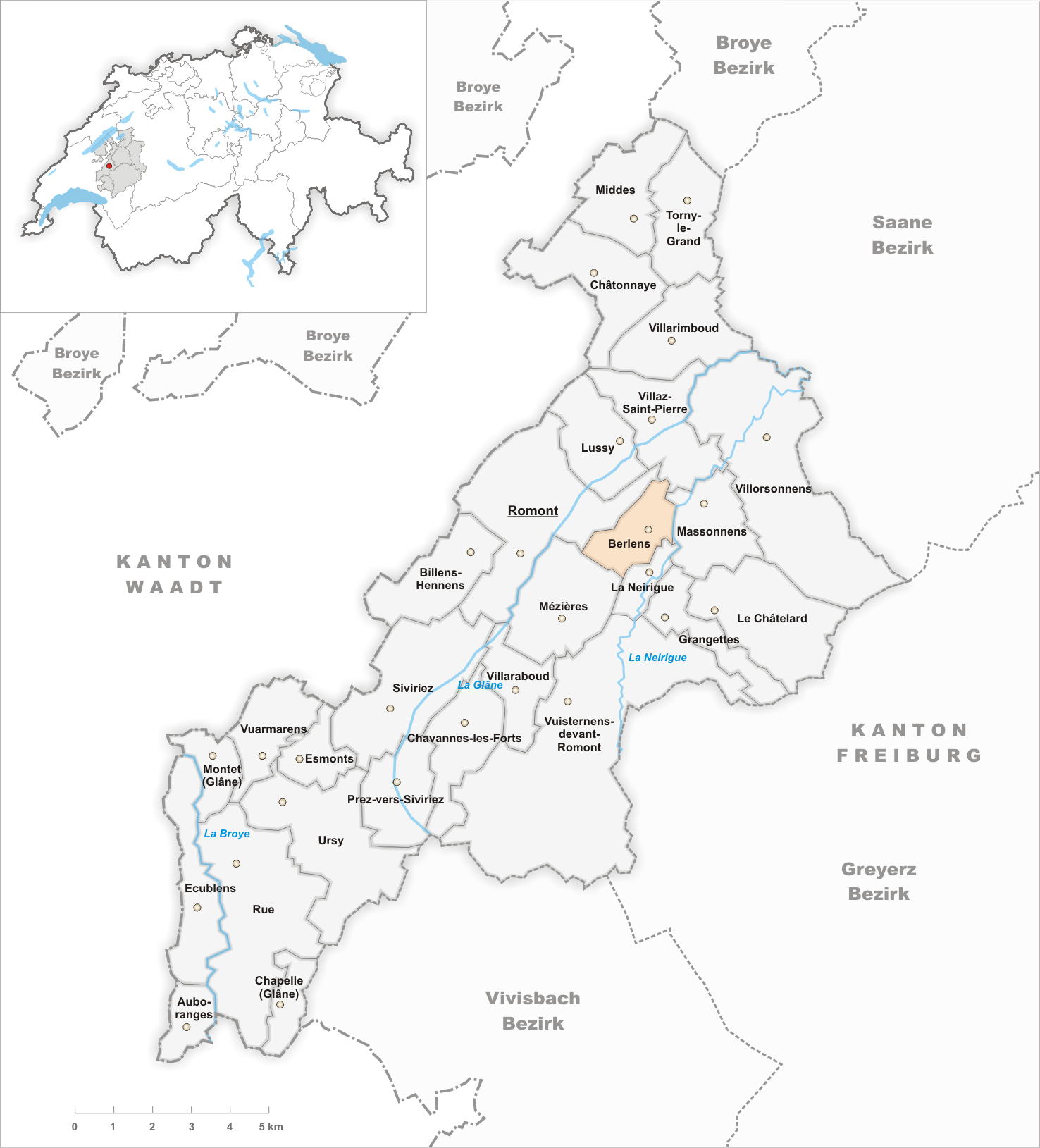
Gemeindestand vor der Fusion am 1. Januar 2004

Berlens (Freiburger Patois Bèrlinⓘ) ist eine Ortschaft und früher selbständige politische Gemeinde im Distrikt Glâne des Kantons Freiburg in der Schweiz. Der frühere deutsche Name Berlingen wird heute nicht mehr verwendet. Am 1. Januar 2004 wurde Berlens nach Mézières eingemeindet.

## Geographie
Berlens liegt auf 810 m ü. M., drei Kilometer östlich des Bezirkshauptortes Romont (Luftlinie). Das Dorf erstreckt sich an aussichtsreicher Lage auf der Nordabdachung des Höhenrückens zwischen den Tälern der Glâne im Westen und der Neirigue im Osten, im Molassehügelland des Freiburger Mittellandes. Die ehemalige Gemeindefläche betrug rund 3,0 km². Das Gebiet umfasste die Nordflanke des Höhenrückens, der auf Les Brévires 851 m ü. M. erreicht, und erstreckte sich nach Nordosten bis in die Niederung der Glâne und an den Bachlauf der Neirigue.

## Bevölkerung
Mit 266 Einwohnern (2002) zählte Berlens vor der Fusion zu den kleinen Gemeinden des Kantons Freiburg. Vor allem seit 1980 (125 Einwohner) nahm die Bevölkerungszahl deutlich zu. Zu Berlens gehören mehrere Hofsiedlungen und Einzelhöfe.
Einwohnerzahlen: Volkszählungsdaten

## Wirtschaft
Berlens war bis in die zweite Hälfte des 20. Jahrhunderts ein vorwiegend durch die Landwirtschaft geprägtes Dorf. Noch heute haben die Milchwirtschaft, die Viehzucht und in geringerem Mass der Ackerbau einen wichtigen Stellenwert in der Erwerbsstruktur der Bevölkerung. Einige weitere Arbeitsplätze sind im lokalen Kleingewerbe und im Dienstleistungssektor vorhanden. In den letzten Jahrzehnten hat sich das Dorf dank seiner attraktiven Lage auch zu einer Wohngemeinde entwickelt. Viele Erwerbstätige sind deshalb Wegpendler, die hauptsächlich in den Regionen Romont und Freiburg arbeiten.

## Verkehr
Das Dorf liegt abseits der grösseren Durchgangsstrassen, ist aber von Romont leicht zu erreichen. Durch den Postautokurs, der von Romont nach Bulle verkehrt, ist Berlens an das Netz des öffentlichen Verkehrs angebunden.

## Geschichte

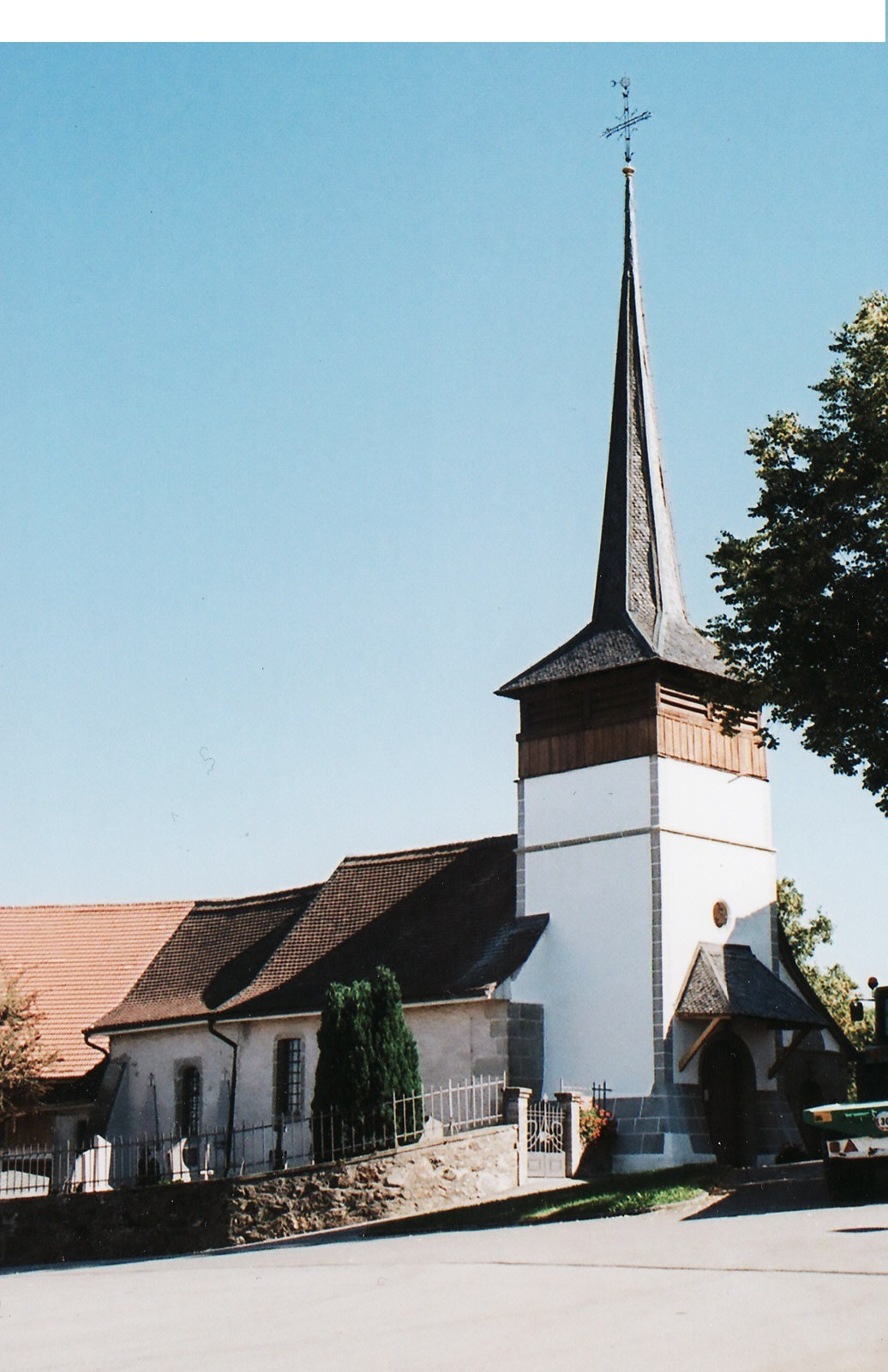
Alte Kirche Notre-Dame-de-l’Epine

Die erste urkundliche Erwähnung des Ortes erfolgte 1176 bereits unter dem heutigen Namen. Später erschienen auch die Schreibweisen Bellens (1285) und Berlin (1577). Der Ortsname ist vom burgundischen Personennamen Berila (Diminutiv von Bero) abgeleitet und bedeutet mit dem Suffix -ens so viel wie bei den Leuten des Berila.
Seit dem Mittelalter bildete Berlens eine eigene kleine Herrschaft, deren Burg 1388 von den Bernern belagert wurde. Auch das Kloster Hauterive hatte Grundbesitz auf dem Gemeindegebiet. Als die Berner 1536 das Waadtland eroberten, kam Berlens unter die Herrschaft von Freiburg und wurde der Vogtei Romont zugeteilt. Nach dem Zusammenbruch des Ancien Régime (1798) gehörte das Dorf während der Helvetik und der darauf folgenden Zeit zum Bezirk Romont und wurde 1848 in den Bezirk Glâne eingegliedert. Mit Wirkung auf den 1. Januar 2004 wurde Berlens nach Mézières eingemeindet.

## Sehenswürdigkeiten
Die Kirche Notre-Dame, die im Kern auf das 12. Jahrhundert zurückgeht, wurde im 17. Jahrhundert zum bekannten Wallfahrtsort Notre-Dame-de-l’Epine (Unserer Lieben Frau vom Dornstrauch). Nach einem Brand 1661 wurde die Kirche umgebaut. Die daneben stehende neue Dorfkirche wurde 1963 geweiht.